# فوزي صالح
أحمد فوزي صالح (مواليد 1 يناير 1981) مخرج أفلام مصري. اشتهر بإخراجه لفيلم ورد مسموم سنة 2018. بالإضافة إلى صناعة الأفلام، صالح هو أيضًا ناشط اجتماعي.

## الحياة الشخصية
ولد في 1 يناير 1981 في الإسكندرية، مصر. حصل على إجازة في التاريخ من جامعة قناة السويس، ثم حصل على إجازة في كتابة السيناريو من المعهد العالي للسينما بالقاهرة عام 2009.

## مسيرته
في عام 2008، عمل مساعد مخرج لرشيد مشهراوي. بتوجيه من مشهراوي في عام 2010، قدم صالح أول فيلم وثائقي قصير بعنوان (جلد حي)، الذي تم عرضه لأول مرة في عام 2011. حصل الفيلم على إشادة من النقاد وعرض في العديد من المهرجانات السينمائية الدولية.
مع نجاح أول فيلم قصير له، قام بعد ذلك بعمل فيلمه الأول ورد مسموم في عام 2018. عرض الفيلم لأول مرة في العالم في الدورة 47 لمهرجان روتردام السينمائي الدولي في قسم مستقبل مشرق. تم اختيار الفيلم لاحقًا ليكون ممثل مصر لأفضل فيلم روائي طويل دولي في حفل توزيع جوائز الأوسكار الـ 92، لكنه لم يتم ترشيحه.
كما ساهم كمتطوع في العديد من الأنشطة المتعلقة بحقوق الإنسان في مصر.

## أعماله
| السنة | الفيلم    | الوظيفة                               | النوع          | المرجع |
| ----- | --------- | ------------------------------------- | -------------- | ------ |
| 2010  | جلد حي    | الإخراج، والسيناريو، والإنتاج (مشترك) | وثائقي         |        |
| 2018  | ورد مسموم | الإخراج، والسيناريو، والإنتاج (مشترك) | فيلم           |        |
| 2020  | اللص      | الكتابة                               | مسلسل تلفزيوني |        |

## روابط خارجية
- فوزي صالح على موقع IMDb (الإنجليزية)
- فوزي صالح على موقع قاعدة بيانات الأفلام العربية